# (5793) Ringuelet
(5793) Ringuelet est un astéroïde de la ceinture principale.

## Description
(5793) Ringuelet est un astéroïde de la ceinture principale. Il fut découvert le 5 octobre 1975 à El Leoncito par l'observatoire Félix-Aguilar. Il présente une orbite caractérisée par un demi-grand axe de 2,65 UA, une excentricité de 0,18 et une inclinaison de 13,4° par rapport à l'écliptique.

## Compléments